# Yaneth Giha
Yaneth Cristina Giha Tovar (Barranquilla, Atlántico) es una economista colombiana de ascendencia siria. Fue la Ministra de Educación de Colombia desde noviembre de 2016 hasta el año 2018. Entre agosto de 2014 y noviembre de 2016, se desempeñó como Directora de Colciencias. También ha ejercido como Viceministra de Defensa para el Grupo Social y Empresarial “GSED” y Bienestar y Viceministra de Defensa para la Estrategia y Planeación.

## Biografía
Giha Tovar nació en Barranquilla, Atlántico; es economista de la Universidad de los Andes, con especialización en Resolución de Conflictos y una maestría en Estudios Políticos, ambas en la Pontificia Universidad Javeriana. Así mismo cuenta con un máster en estudios de la guerra en el King's College de Londres, Reino Unido. 
Inició su carrera en la división de fuerzas militares del DNP donde fue la cabeza de la planeación y programación del presupuesto de inversión del Ministerio de Defensa y del extinto DAS entre marzo de 1997 y septiembre de 2002. Entre 2003 y 2004 fue asesora del Viceministro de Defensa Andrés Soto Velasco en la gestión institucional.
Entre los años 2004 y 2005 saltó al Ministerio de Educación donde asesoró al viceministro Javier Botero en procesos de toma de decisiones y de políticas y fue recurrente asesora del Viceministerio de educación preescolar, básica y media.
Tuvo un corto paso por el sector privado, como directora de posconflicto de la Fundación Ideas para la Paz entre noviembre de 2005 y noviembre de 2006 y posteriormente regresó al Ministerio de Defensa como directora de Planeación y Presupuestación del sector Defensa y Directora de gestión de información y tecnología; allí estuvo hasta 2009.
Posteriormente, regresó al sector privado, donde ocupó la dirección de innovación de la Cámara de Comercio de Bogotá y directora de la oficina en Colombia de Global Comprehensive Development. 
En 2010 el presidente Juan Manuel Santos, al inicio de su gobierno, la nombró viceministra de Estrategia y planeación del entonces Ministro de Defensa Rodrigo Rivera, cargo en el que estuvo hasta noviembre de 2011 para luego desempeñarse como viceministra del grupo social y empresarial del sector defensa, al que renunció en junio de 2013.
Luego de la reelección de Juan Manuel Santos, Giha fue nombrada Directora de Colciencias, cargo en el que estuvo hasta noviembre de 2016, cuando fue nombrada Ministra de Educación.
El 10 de noviembre de 2016, el presidente Juan Manuel Santos anunció la designación de Giha Tovar como Ministra de Educación hasta el 7 de agosto de 2018.